# Каягарский язык
Каягарский язык (Kajagar, Kayagar, Kaygi, Kaygir, Wiyagar) — находящийся под угрозой исчезновения папуасский язык, на котором говорят на южном побережье восточнее ареала атохваимского языка и южнее ареала языка авью-асуэ провинции Папуа региона Западная Новая Гвинея в Индонезии. Постепенно увеличивается количество населения, говорящего на индонезийском или на папуасском малайском языках, при этом количество носителей каягарского языка сокращается. В 1993 году их насчитывалось 10 000 человек.
Каягарский язык более похож на язык тамагарио и связан с атохваимским языком, которые так же, как и каягарский, относятся к каягарской семье языков.